# 123 км (колійний пост)
123 кіломе́тр — залізничний колійний пост Криворізької дирекції Придніпровської залізниці на електрифікованій лінії Апостолове — Запоріжжя II між станціями Марганець (5 км) та Мирова (13 км). Розташований на східній околиці міста Марганець Нікопольського району Дніпропетровської області (біля Миколаївського водосховища).

## Пасажирське сполучення
З 2023 року через колійний пост щоденно курсують приміські електропоїзди сполученням Марганець — Запоріжжя, проте не зупиняються.